# 曹家村 (章丘市)
曹家村，中华人民共和国山东省济南市章丘市高官寨镇所辖的一个行政村。全行政村人口166户、606人(2005年)。耕地面积1505亩(2005年)。行政区划代码370181114245。